# Duggendorf
Duggendorf là một đô thị ở huyện Regensburg bang Bayern thuộc nước Đức.